# کارولین برتوزی
کارولین آر. برتوزی (انگلیسی: Carolyn R. Bertozzi؛ زاده ۱۰ اکتبر ۱۹۶۶) یک شیمی‌دان آمریکایی و برنده جایزه نوبل است. او صاحب کرسی آن تی و رابرت ام. بَس در واحد علوم و علوم انسانی دانشگاه استنفورد است. برتوزی موفق شده‌است که جایزه نابغه مک‌آرتور را در ۳۳ سالگی کسب کند.
برتوزی به همراه مورتن ملدال و کارل شارپلس موفق به دریافت جایزه نوبل سال ۲۰۲۲ میلادی برای توسعه کلیک شیمی و شیمی بیواورتوگونال شد.